# Konstantínos Demertzís
Konstantínos Demertzís (en grec moderne : Κωνσταντίνος Δεμερτζής) est un homme politique grec né en 1876 et décédé en 1936. Il est Premier ministre de Grèce de novembre 1935 à avril 1936.
Le 30 novembre 1935, il est nommé à la tête d'un gouvernement provisoire à une période où aucun des deux grands partis politiques grecs de l'époque, le Kómma Filelefthéron et le Laïkó Kómma, n'a la majorité au Parlement hellénique. Demertzis est mort pendant son mandat, d'une crise cardiaque, le 13 avril 1936.